# Atlantico / On Tour
Atlantico / On Tour è il quarto album dal vivo del cantautore italiano Marco Mengoni, pubblicato il 28 ottobre 2019 dalla Sony Music.

## Descrizione
Si compone di due dischi: il primo contiene tutti i brani del quinto album Atlantico con l'aggiunta di tre inediti (tra cui il singolo Duemila volte), mentre il secondo una selezione di brani eseguiti dal vivo durante la tournée tenuta dall'artista nel 2019.

## Tracce
CD 1 – Atlantico
1. Duemila volte – 3:24 (Davide Simonetta, Alessandro Raina, Alessandro Mahmoud, Marco Mengoni)
2. Calci e pugni – 3:52 (Flavio Pardini, Marco Mengoni)
3. Il destino davanti – 3:25 (Simone Cremonini, Dario Faini, Marco Mengoni)
4. Voglio – 3:19 (Andrea Bonomo, Gianluigi Fazio, Marco Mengoni)
5. Hola (I Say) (feat. Tom Walker) – 3:47 (Francesco Catitti, Alessandro Mahmoud, Marco Mengoni, Tom Walker)
6. Buona vita – 3:11 (Fabio Ilacqua, Marco Mengoni)
7. Muhammad Ali – 3:07 (Tony Maiello, Marco Mengoni, Piero Romitelli, Davide Simonetta)
8. La casa azul – 3:12 (Fabio Ilacqua, Marco Mengoni)
9. Mille lire – 3:10 (Fabio Clemente, Alessandro Mahmoud, Marco Mengoni, Alessandro Merli)
10. Intro della ragione – 1:33 (Marco Mengoni, Giulia Monti, Daniele Parziani)
11. La ragione del mondo – 3:26 (Fabio Ilacqua, Marco Mengoni)
12. Amalia (feat. Vanessa da Mata, Selton) – 3:10 (Fabio Ilacqua, Marco Mengoni)
13. Rivoluzione – 3:27 (Dario Faini, Alessandro Mahmoud, Marco Mengoni)
14. Everest – 3:34 (Maurizio Carucci, Dario Faini, Marco Mengoni)
15. I giorni di domani – 3:34 (Fabio Ilacqua, Marco Mengoni)
16. Atlantico – 4:08 (Dario Faini, Francesco Servidei)
17. Hola – 3:48 (Francesco Catitti, Alessandro Mahmoud, Marco Mengoni)
18. Dialogo tra due pazzi – 3:56 (Fabio Ilacqua, Marco Mengoni)

CD 2 – Live
1. Intro Atlantico – 2:26 (Christian Rigano, Marco Mengoni)
2. Muhammad Ali – 3:09 (Tony Maiello, Marco Mengoni, Piero Romitelli, Davide Simonetta)
3. Voglio – 3:26 (Andrea Bonomo, Gianluigi Fazio, Marco Mengoni)
4. Ti ho voluto bene veramente – 3:21 (Marco Mengoni, Fortunato Zampaglione)
5. In un giorno qualunque – 3:40 (Marco Mengoni, Piero Calabrese)
6. Sai che – 4:27 (Marco Mengoni, Fortunato Zampaglione, Michele Canova Iorfida)
7. Proteggiti da me – 4:12 (Daniele Magro)
8. Mille lire – 3:14 (Fabio Clemente, Alessandro Mahmoud, Marco Mengoni, Alessandro Merli)
9. Onde – 4:36 (Marco Mengoni, Nicolò Contessa, Michele Canova Iorfida)
10. Hola – 5:54 (Francesco Catitti, Alessandro Mahmoud, Marco Mengoni)
11. Mondo Loon – 2:12 (Marco Mengoni, Alessandra Scotti, Massimo Colagiovanni, Davide Sollazzi, Giovanni Pallotti)
12. Guerriero – 4:36 (Marco Mengoni, Fortunato Zampaglione)
13. Io ti aspetto – 4:54 (Dario Faini, Michele Canova Iorfida)
14. Parole in circolo – 3:38 (Marco Mengoni, Rory Di Benedetto, Maurizio Musumeci)
15. Chan Chan – 1:27 (Máximo Francisco Repilado Muñoz) – originariamente interpretata dai Buena Vista Social Club
16. Buona vita – 3:31 (Fabio Ilacqua, Marco Mengoni)
17. Sei tutto – 1:41 (Fabio Ilacqua, Marco Mengoni, Alessandra Scotti)
18. La ragione del mondo – 3:29 (Fabio Ilacqua, Marco Mengoni)
19. L'essenziale – 3:52 (Marco Mengoni, Roberto Casalino, Francesco De Benedictis)

## Formazione
Crediti relativi al secondo disco.
- Marco Mengoni – voce
- Christian Rigano – direzione musicale, pianoforte, tastiera, programmazione
- Giovanni Pallotti – basso, basso synth
- Davide Sollazzi – batteria
- Leonardo Di Angilla – percussioni
- Peter Cornacchia – chitarra, cori
- Massimo Colagiovanni – chitarra
- Barbara Comi – cori
- Yvonne Park – cori
- Moris Pradella – cori, chitarra
- Enrico Brun – missaggio, mastering

## Classifiche

### Classifiche settimanali
| Classifica (2019) | Posizione massima |
| ----------------- | ----------------- |
| Italia            | 2                 |

### Classifiche di fine anno
| Classifica (2019) | Posizione |
| ----------------- | --------- |
| Italia            | 8         |